# 一掬斎栄文
一掬斎 栄文（いっきくさい えいぶん、生没年不詳）とは、江戸時代の浮世絵師。

## 来歴
鳥文斎栄之の門人、俗名は菅原利信。作画期は文化の頃で、数点の肉筆浮世絵が知られる。東京国立博物館所蔵の｢二女図｣に｢自成弌家｣の印が見られる。

### 作品
- 「二女図」　絹本着色　東京国立博物館所蔵
- 「煙管を持つ女」　紙本着色　光記念館所蔵　※「鳥文斎一流　一掬斎栄文筆」の落款、「榮文」の朱文円印あり。那須ロイヤル美術館（小針コレクション）旧蔵

## 「別人歌麿」
文化の頃、「歌麿」を名乗る者が数十点の肉筆美人画及び若干の錦絵を描いている。それらには初代歌麿でも二代目歌麿でもない歌麿落款及び印章があり、この人物は「別人歌麿」と呼ばれている。その作には「払袖」、「自成弌家」の印が見られる。作のひとつ「美人図」は、つぶし島田の美人が右手にちろりを提げ、青地の小袖を着て黒の広巾の帯を大きく後ろに結んで振返るところを描き、「喜多川主人哥麿」の落款に「拂袖」の朱文長方印を捺す。本図は「拂袖」印・東巴人賛のものとしてよく知られているもので、賛者署名の下には「□翁」の長円印が押してある。『浮世絵事典』に図版が掲載されている。軽いタッチではあるが、本来の歌麿が「正銘歌麿」と名乗らざるを得ないだけの出来といえる。
藤懸静也は、この「別人歌麿」の描いた肉筆画のなかには「榮文菅原利信筆」と署名し「喜多川」・「自成弌家」の二印を捺した作品、また別に喜多川歌麿筆と署名し一掬斎栄文が作品に用いた印と同一の印を捺したものがあり、この2作品を比較すると全く同一の筆法で、初代と二代目の歌麿の筆致とは異なるので、この「別人歌麿」とは一掬斎栄文のことであるとしている。ただし『浮世絵事典』ではこれを否定している。

### 「別人歌麿」の作品
- 「海運富貴大黒天」　大判錦絵　ベルリン国立アジア美術館所蔵　※文化 - 文政頃
- 「見立達磨美人図」　紙本着色　光記念館所蔵
- 「美人図」　紙本着色　熊本県立美術館所蔵
- 「夜鷹図」　紙本墨画淡彩　摘水軒記念文化振興財団所蔵
- 「雲竜と文殊菩薩図」　紙本着色、三幅対
- 「文読美人立姿図」　紙本着色